# احمدآباد (هند)

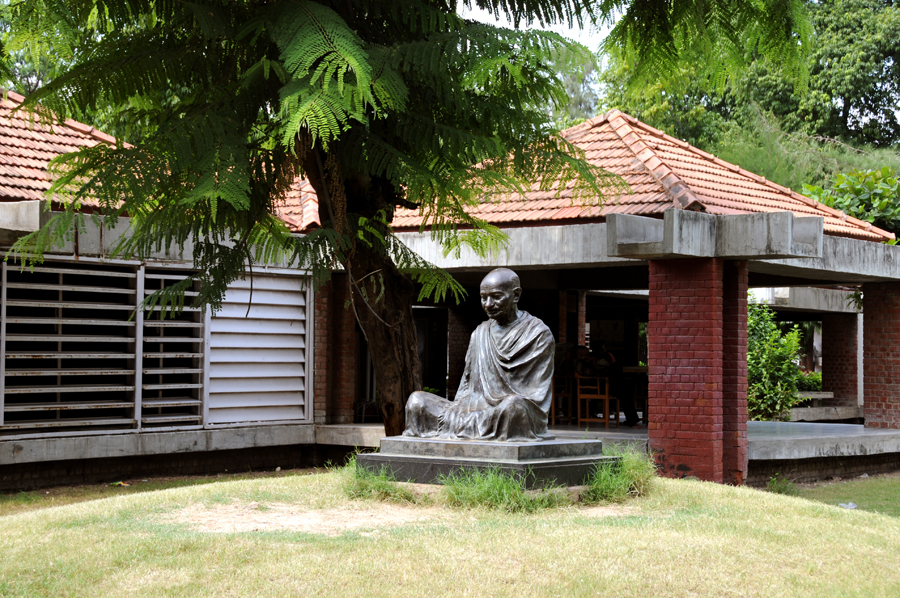
نمایی از موزه سابارماتی آشرام یا عزلت‌کده گاندی در کنار خانه ماهاتما گاندی، احمدآباد

احمدآباد (به گجراتی: અમદાવાદ، به هندی: अहमदाबाद، به سندی: امداواد) بزرگترین شهر ایالت گجرات در غرب کشور هند است.
احمدآباد پس از استقلال هند در سال ۱۹۶۰ تا ۱۹۷۰ پایتخت گجرات بود که اکنون شهر گاندی نگر جای آن را گرفته‌است. با این وجود احمدآباد قلب فرهنگی و تجاری گجرات باقی ماند و هم‌اکنون از شهرهای مهم غرب هند است.
در زبان محاوره گجراتی معمولاً نام این شهر به شکل «اَمِدآواد» (Amdāvād) تلفظ می‌شود.

## تاریخچه
احمدآباد در سال ۱۴۱۱ م توسط سلطان احمد شاه گجراتی (ح: ۱۴۱۱ -۱۴۴۲ م) از سلسله مظفریان گجرات تأسیس شد تا به عنوان پایتخت سلطنت گجرات استفاده شود. این شهر نام خود را از مؤسس آن گرفته‌است.
در دوران استعمار بریتانیا اگر چه احمدآباد تحت سرپرستی بمبئی قرار گرفت، اما همچنان شهر مهم در منطقه گجرات باقی ماند. تحت حکومت بریتانیا، اردوگاه‌های نظامی متعددی تأسیس شد و زیرساخت‌های این شهر مدرن شده و گسترش یافت.
احمدآباد در صف مقدم جنبش استقلال هند در نیمه اول سده بیستم قرار داشت و مرکز بسیاری از مبارزات نافرمانی مدنی برای احقاق حقوق کارگران، حقوق مدنی و استقلال سیاسی بوده‌است.
با تشکیل ایالت گجرات در سال ۱۹۶۰، احمدآباد عنوان پایتخت تجاری این ایالت را به‌دست‌آورد و شاهد رونق ساخت‌وساز وسیع و افزایش جمعیت بود.

## وضعیت اقتصادی
احمدآباد مرکز پررونق صنعت نساجی در هند است، از این رو به آن لقب منچستر شرق داده‌اند همچنین این شهر شاهد رشد مراکز آموزشی و دانشگاهی، فناوری اطلاعات، علوم و صنایع بوده‌است.
این شهر به خطوط راه‌آهن هند متصل است.